# Estrapade (supplice)

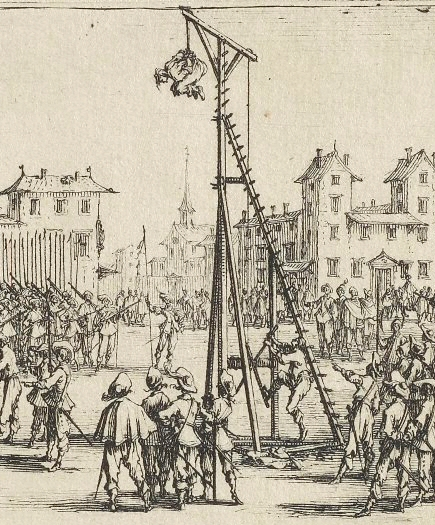
L'estrapade, détail d'une estampe de Jacques Callot.

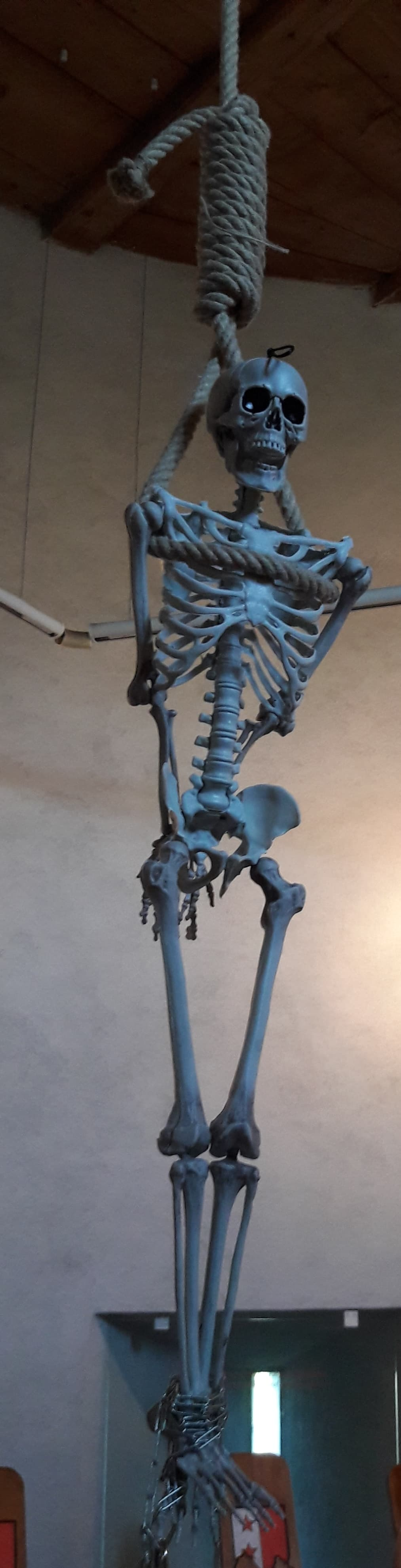
Poulie pour la corde du mécanisme servant à infliger l'estrapade à la Tour des Sorciers à Sion, Suisse.

Pour les articles homonymes, voir Estrapade.
L'estrapade est une méthode de torture où le bourreau attache les bras de la victime à des cordes, le plus souvent dans le dos, puis la hisse jusqu'à la suspendre et la laisse tomber brusquement, mais sans laisser le corps toucher terre. Cela provoque une dislocation des épaules accompagnée d'une intense douleur. Des poids sont parfois fixés aux pieds de la victime pouvant entraîner l'arrachement des membres.
Cette méthode de torture fut largement utilisée par l'Inquisition.
Plusieurs variantes existent (bras dans le dos, corde attachée à un seul poignet, etc.). Une variante utilisée par les marins est le « supplice de la cale » où le condamné est précipité dans l'eau depuis une vergue du navire.
À Paris, ce supplice est infligé place de l'Estrapade aux soldats déserteurs et à des protestants lors de leur persécution. Il fut aboli par Louis XVI en 1776.

## Exemples de victimes
En 1481 dans le Valais (Suisse), Pierre de Torrenté subit cette torture avant d'être brûlé pour sorcellerie.
En 1652 dans la Genève réformée (Suisse), Michée Chauderon, une lavandière savoyarde ayant la réputation de guérisseuse, subit aussi cette torture avant d’être pendue puis brûlée pour sorcellerie.